# Fonziegänget
Fonziegänget är en kortfilm (19 minuter) från 1982 gjord av Dimitrios Solarides.
Filmen handlar om den 16-årige gängledaren Mikaels relation till sin mamma som är taxichaufför till yrket. De delar bostad och hon är helt omedveten om vad sonen sysslar med på nätterna när han besöker ungdomshaket "Fonzies" i Stockholm. En dag hämtas Mikael av polisen i bostaden framför ögonen på en chockad mamma och hennes drömmar om sonens framtid slåss i spillror.
Filmen vann Örnipriset 1983 och ett hedersdiplom vid den 20:e internationella ungdomsfestivalen i Gijón, Spanien.
Filmen kan ses i sin helhet på YouTube.

## I rollerna
- Tomas Fryk
- Anki Lidén
- Martin Östby
- Peder Falk
- Tommy Johnson
- Margreth Weivers
- Anders Åberg
- Bertil Norström
- Lars Lind
- Kjell Bergqvist

## Övrigt
- Fotograf: Lasse Björne
- Ljudtekniker: Thomas Samuelsson
- Manus & Regi: Dimitrios Solarides
- Produktion: Dimitrios Solarides Film